# Solidarnost (sindikat)
Solidarnost (poljski Solidarność; puno ime Niezależny Samorządny Związek Zawodowy "Solidarność") ime je poznatog sindikata utemeljenog u gradu Gdanjsku na čelu kojeg je bio Lech Wałęsa.
Zaslužan za oslobođenje od komunističke vladavine u Poljskoj prije pada Berlinskog zida 1989. godine.
Od početka su radnički pokret podupirali disidentski intelektualci (uključujući Tadeusza Mazowieckog, Jaceka Kurońa, Adama Michnika, Józefa Tischnera) i velik dio Katoličke Crkve. Solidarnost se je tada pretvorila u popularni pokret protiv vladajućeg režima. 